# Flurb
Flurb este o revistă online americană de science fiction editată de autorul american Rudy Rucker. În revistă au publicat scriitori ca Terry Bisson, John Kessel, Kim Stanley Robinson, Paul Di Filippo, John Shirley, Charles Stross, Cory Doctorow și Rudy Rucker însuși.

## Lista povestirilor din revistă
| Numărul #1                                                                              |                                     |     |
| Title                                                                                   | Author                              | URL |
| The Arcades of Allah (Liner Notes for Luchenko's Third Symphony)                        | Richard Kadrey                      |     |
| Billy and the Circus Girl                                                               | Terry Bisson                        |     |
| Elves of the Subdimensions                                                              | Rudy Rucker și Paul Di Filippo      |     |
| Evaluation of the Hannemouth Bequest (Hannemouth Self-Configurable Combinatorial Array) | Marc Laidlaw                        |     |
| I, Row-Boat                                                                             | Cory Doctorow                       |     |
| Mystery Customer                                                                        | Kris Saknussem                      |     |
| Provocatourist                                                                          | John Shirley                        |     |
| Strategy for Conflict Avoidance: Memo to the Commander-in-Chief                         | Michael Blumlein                    |     |
| Numărul #2                                                                              |                                     |     |
| Cul-de-Sac                                                                              | John Shirley                        |     |
| Message in a Time Capsule                                                               | Charles Stross                      |     |
| One Door Closes                                                                         | Charlie Jane Anders                 |     |
| Open Open Letter                                                                        | Marc Laidlaw                        |     |
| Revolution Time                                                                         | Lavie Tidhar                        |     |
| Singing the Dead to Sleep                                                               | Richard Kadrey                      |     |
| The Third Bomb                                                                          | Rudy Rucker                         |     |
| Numărul #3                                                                              |                                     |     |
| Beloved Vampires of the Blood Comet                                                     | Ian Watson și Roberto Quaglia       |     |
| An Evening's Honest Peril                                                               | Marc Laidlaw                        |     |
| Four Milestones of Quantum Tantra                                                       | Nick Herbert                        |     |
| How RU Sirius Slipped Into Another Dimension                                            | RU Sirius (interviu cu Frank Shook) |     |
| The Last Young Person Alive Writes a Memoir                                             | Charlie Jane Anders                 |     |
| No Place to Raise Kids                                                                  | Eileen Gunn                         |     |
| One Hundred Years                                                                       | Mac Tonnies                         |     |
| Postsingular Outtakes                                                                   | Rudy Rucker                         |     |
| Seized by Meat                                                                          | Th. Metzger                         |     |
| Special Guest Stars                                                                     | Kris Saknussemm                     |     |
| That Certain Day With Magdalen                                                          | John Shirley                        |     |
| Up Around the Bend                                                                      | Paul Di Filippo                     |     |
| Numărul #4                                                                              |                                     |     |
| Anxiety Branson, Social Security Hustler                                                | Charlie Jane Anders                 |     |
| Downtown                                                                                | John Kessel                         |     |
| The Egan Thief                                                                          | Gord Sellar                         |     |
| A Fifth Noble Truth                                                                     | David Agranoff                      |     |
| Hieronymus Bosch's Apprentice                                                           | Rudy Rucker                         |     |
| Irene Leaves the Werehouse                                                              | Gustav Flurbert                     |     |
| Kistenpass                                                                              | Kim Stanley Robinson                |     |
| Mountain Memory                                                                         | Penelope Thomas                     |     |
| The Vicar of R'lyeh                                                                     | Marc Laidlaw                        |     |
| What Science Fiction is All About, or, The Amazing Dancing Chairs                       | Kathleen Ann Goonan                 |     |
| Numărul #5                                                                              |                                     |     |
| Black Glass Samples                                                                     | John Shirley                        |     |
| Captain Ordinary                                                                        | Terry Bisson                        |     |
| Cathedrals                                                                              | Alex Hardison                       |     |
| DMV                                                                                     | Richard Kadrey                      |     |
| Donald Asshole and Los Elementos de Rock                                                | Brendan Byrne                       |     |
| The Masonic Dream Engine                                                                | Th. Metzger                         |     |
| Tangier Routines                                                                        | Rudy Rucker                         |     |
| Uganda                                                                                  | Lavie Tidhar                        |     |
| We're awake, let's talk.                                                                | Nathaniel Hellerstein               |     |
| Numărul #6                                                                              |                                     |     |
| 3 SF Poems                                                                              | Brian Garrison                      |     |
| The Big One                                                                             | Michael Blumlein                    |     |
| Computer Entertainment Thirty-Five Years From Today                                     | Bruce Sterling                      |     |
| Fitting a New Suit                                                                      | Madeline Ashby                      |     |
| The Gnirut Test                                                                         | Charles Platt                       |     |
| The Loa and the Gaping Jaw                                                              | Brendan Byrne                       |     |
| Qlone                                                                                   | Rudy Rucker                         |     |
| Random Acts of Cosmic Whimsy                                                            | Jetse de Vries                      |     |
| Numărul #7                                                                              |                                     |     |
| 5 SF Poems                                                                              | Brian Garrison                      |     |
| All Hangy                                                                               | Rudy Rucker and John Shirley        |     |
| And They Will Not Be Stopped                                                            | Simon Logan                         |     |
| Billy and the Flying Saucer                                                             | Terry Bisson                        |     |
| Clouds in the Night                                                                     | Alex Hardison                       |     |
| Cobalt Imperium                                                                         | Kek-w                               |     |
| Growth Industry                                                                         | Adam Rothstein                      |     |
| The History of the Internet                                                             | Charlie Jane Anders                 |     |
| Initiation                                                                              | Robert Guffey                       |     |
| Off Track Betting                                                                       | Madeline Ashby                      |     |
| The Squonk Hunt                                                                         | Cody Goodfellow                     |     |
| Trembling Blue Stars                                                                    | Richard Kadrey                      |     |
| Numărul #8                                                                              |                                     |     |
| Bad Ideas                                                                               | Rudy Rucker                         |     |
| Bad Pennies                                                                             | Carter Schloz                       |     |
| The Cog in God's Wheels                                                                 | Peter Hagelslag                     |     |
| Cosmic Samba                                                                            | Brian Landis                        |     |
| Futurized                                                                               | Paul Di Filippo                     |     |
| Henry's Penis                                                                           | Charlie Jane Anders                 |     |
| In The Beginning There Was The Machine                                                  | Martin Hayes                        |     |
| Interrogations in a Holographic Observatory                                             | Howard V. Hendrix                   |     |
| My Only Sunshine                                                                        | Emily C. Skaftun                    |     |
| Paradise Afternoon                                                                      | Gregory Benford                     |     |
| The Retrodictions of Sumadastron the Time-Lost                                          | Nathaniel Hellerstein               |     |
| Songwriter to the Stars                                                                 | Tamara Vining                       |     |
| There Is No Comte de St. Germain For I Am He                                            | Brendan Byrne                       |     |
| Three Poems                                                                             | John Roche                          |     |
| Numărul #9                                                                              |                                     |     |
| Alphabet Island                                                                         | Jessy Randall                       |     |
| Cairo, Good-bye                                                                         | Richard A. Lupoff                   |     |
| Clod, Pebble                                                                            | Kathe Koja and Carter Scholz        |     |
| DarliJ's House of Tea                                                                   | Mari Mitchell                       |     |
| The Goddess of Discord Lives on Mulberry Street                                         | Adam Callaway                       |     |
| Insect Girl Climbs to Paradise                                                          | Philip Harris                       |     |
| IntheBeginning™                                                                         | Christopher B. Shay                 |     |
| The Palmetto Man                                                                        | Danny Rubin                         |     |
| Search                                                                                  | Kek-w                               |     |
| The Soft Armada                                                                         | Paul Di Filippo                     |     |
| Technical Difficulties                                                                  | Alex Roston                         |     |
| Ticks                                                                                   | Robert Guffey                       |     |
| Val and Me                                                                              | Rudy Rucker                         |     |
| Numărul #10                                                                             |                                     |     |
| Bitters                                                                                 | John Shirley                        |     |
| Buried in Time                                                                          | Kathleen Ann Goonan                 |     |
| Deepscreen                                                                              | Marc Laidlaw                        |     |
| Doctora Xilbalba's Datura Enema                                                         | Ernest Hogan                        |     |
| The End of Mirth                                                                        | Howard V. Hendrix                   |     |
| The Gravity Fetishist                                                                   | Annalee Newitz                      |     |
| The Hidden Neosurrealism of the Early to Mid 21st Century                               | Adam Callaway                       |     |
| Intelligent Design 2.0                                                                  | Ian Watson                          |     |
| The Paranoid Critical Method                                                            | Bruce Sterling                      |     |
| A Peculiar Fashion Business                                                             | Jon Armstrong                       |     |
| Rim                                                                                     | Carter Scholz                       |     |
| The Seduction of a Very Special Music Box                                               | Kris Saknussemm                     |     |
| Six Days on the Road and I'm Gonna Make it Home Tonight                                 | Kek-w                               |     |
| The Skug                                                                                | Rudy Rucker                         |     |
| Sphincter and Sphinx                                                                    | Th. Metzger                         |     |
| Wasps/Spiders                                                                           | Brendan Byrne                       |     |
| Zombies, Condoms and Shenzhen                                                           | Madeline Ashby                      |     |
| Numărul #11 (invitat special: Eileen Gunn )                                             |                                     |     |
| Big Store Baoding                                                                       | Kek-w                               |     |
| Bring Me the Head of André Breton!                                                      | Robert Guffey                       |     |
| Cold Reading                                                                            | Michael Swanwick                    |     |
| Dispatches from Interzone                                                               | Rudy Rucker                         |     |
| Fairy Werewolf vs. Vampire Zombie                                                       | Charlie Jane Anders                 |     |
| The Ghosts of Carnivores                                                                | Minister Faust                      |     |
| Hotels                                                                                  | Alberto Chimal                      |     |
| The Last Apollo Mission                                                                 | Douglas Lain                        |     |
| The Last Hours of the Last Days                                                         | Bernardo Fernández                  |     |
| Medusa                                                                                  | Chris N. Brown                      |     |
| My Big Night Out With Thing                                                             | Leslie What                         |     |
| Stuff                                                                                   | Pepe Rojo                           |     |
| Numărul #12                                                                             |                                     |     |
| After the Thaw                                                                          | Eileen Gunn                         |     |
| Big Ripples Without a Splash                                                            | Don Webb                            |     |
| Concerning Tavia                                                                        | Martin Hayes                        |     |
| The Curse of the Were-Penis                                                             | Emily C. Skaftun                    |     |
| Everything Is Broken                                                                    | John Shirley                        |     |
| Fjaerland                                                                               | Rudy Rucker și Paul Di Filippo      |     |
| Gertrude and Ludwig Spin A Web                                                          | Justin Patrick Moore                |     |
| I Can’t Escape From You                                                                 | Brendan Byrne                       |     |
| The Onset of a Paranormal Romance                                                       | Bruce Sterling                      |     |
| The Oyster and Alice O.                                                                 | Anna Tambour                        |     |
| Pulped And Bound Monsters                                                               | Adam Callaway                       |     |
| The Robert Armstrong Syndicated Newspaper Strip                                         | A. S. Salinas                       |     |
| Walls Between Worlds                                                                    | Will Ellwood                        |     |
| Xuanito                                                                                 | Ernest Hogan                        |     |